# حاجي باقر كندي
حاجي باقر كندي هي قرية في مقاطعة مراغة، إيران. عدد سكان هذه القرية هو 120 في سنة 2006.